# 시에미아티체군

포들라스키에주 지도에 표시된 시에미아티체군의 위치

시에미아티체군(폴란드어: powiat siemiatycki)은 폴란드 포들라스키에주에 위치한 군으로 군청 소재지는 시에미아티체이며 면적은 1,459.58km2, 인구는 44,366명(2019년 기준), 인구 밀도는 30명/km2이다.
남쪽으로는 루블린주 비아와군, 마조프셰주 워시체군, 남서쪽으로는 마조프셰주 시에들체군, 서쪽으로는 소코우프군, 북쪽으로는 비소키에마조비에츠키에군, 비엘스크군, 북동쪽으로는 하이누프카군과 접하며 동쪽으로는 벨라루스와 국경을 접한다. 9개 지방 자치체(1개 도시, 1개 도시형 농촌, 7개 농촌)를 관할한다.

군기
군 문장